# Joy Emerson
Joy Emerson (2 luglio 1944) è un'ex tennista australiana.

## Carriera
Nel 1971 ha raggiunto la finale di doppio agli Australian Open in coppia con la connazionale Lesley Hunt, perdendo 6-0, 6-0 da Evonne Goolagong Cawley e Margaret Court.